# 生理学的作動薬と拮抗薬
生理学的作動薬（せいりがくてきさどうやく、Physiological agonist）とは、ある物質と同じ受容体に実際に結合することなく、最終的にその物質と同じ作用を体内でもたらす他の物質である。あたかも同じ受容体において両者がアゴニスト（作動物質または作動薬）であるかのような作用をもたらす、と言い換えることができる。生理学的拮抗薬（せいりがくてききっこうやく、Physiological antagonist）とは、同じ受容体に結合しない機序により、別の物質の作用を打ち消す作用をもたらす物質である。同じ受容体において、受容体拮抗薬が作動薬の作用を阻害するのと同様の作用をもたらす物質とも言い換えることができる。

## 例

### 生理学的作動薬
- エピネフリンは血小板凝集を誘導し[2]、肝細胞増殖因子（HGF）も同様である[3]。したがって、これらは互いに生理学的作動薬である。

### 生理学的拮抗薬
- ヒスタミン受容体のリガンドではないにもかかわらず、抗ヒスタミン作用を示す物質がいくつかある。例えば、エピネフリンはα1-アドレナリン受容体の活性化を介した血管収縮により動脈圧を上昇させるが、ヒスタミンは動脈圧を低下させる。このように、エピネフリンやその他の血管収縮物質は、ヒスタミン受容体に結合してブロックするわけではないので、真の抗ヒスタミン薬ではないが、ヒスタミンに対する生理学的拮抗薬である。
- 神経筋遮断薬のロクロニウムは神経筋接合部のニコチン受容体の受容体拮抗薬として作用し、運動麻痺を生じるが、ネオスチグミンは神経筋接合部の神経伝達物質のアセチルコリンの分解を阻害することによって神経筋接合部の機能を回復させ、ロクロニウムの作用を逆転させる。ネオスチグミンの作用は受容体を介さずにロクロニウムの作用を逆転しており、これらの関係は生理学的拮抗である[4]。薬理学的にはロクロニウムはニコチン受容体の受容体拮抗薬であるが、麻酔科学領域では、ネオスチグミンが拮抗薬と呼ばれている[5]。